# Theophilus Coelestinus Piper
Theophilus Coelestinus Piper (* 2. April 1745 in Linde/Hinterpommern; † 25. November 1814 in Greifswald) war ein deutscher evangelisch-lutherischer Geistlicher und Theologe.

## Leben
Piper entstammte einer Pfarrersfamilie und wurde zunächst zusammen mit seinen Geschwistern vom Vater in Linde unterrichtet. Vom 10. bis zum 15. Lebensjahr lebte er im Waisenhaus von Züllichau, anschließend im Waisenhaus in Halle an der Saale, wo er eine Vorbildung für seine akademischen Studien erhielt. 1762 begann er an der Universität Halle ein Studium der theologischen und humanistischen Wissenschaften. Nach dem Abschluss des dritten Studienjahres erhielt er eine Anstellung als Konrektor an der Stadtschule in Anklam. 1768 erfolgte seine Berufung zum Rektor der Großen Stadtschule in Greifswald. In dieser Position war er bis 1783 tätig und gründete in dieser Zeit die Schulbibliothek.
Am 12. Januar 1783 wurde Piper auf Empfehlung des Gouverneurs und Universitätskanzlers Friedrich Wilhelm von Hessenstein vom schwedischen König Gustav III. zum ordentlichen Professor der Theologie an der Universität Greifswald berufen. Damit verbunden war das Pfarramt an der St.-Jacobi-Kirche. Piper trat das Amt am 24. Januar 1783, dem Geburtstag des Königs, mit einer Inauguralrede „De religione principis“ an. Den Doktortitel in Theologie erwarb er erst innerhalb seiner Lehrtätigkeit. 1785 und 1795 war er Rektor der Universität. 1812 amtierte er zeitweise als Generalsuperintendent von Schwedisch-Pommern.
Piper hielt vorwiegend Vorlesungen in Dogmatik nach Johann Christoph Döderlein und Johann David Heilmann sowie in Moral nach Karl Christian Tittmann. Weiterhin las er zur Exege des Alten Testaments. In den meisten seiner Abhandlungen befasste er sich mit Themen der Exegese. Daneben verfasste er Dichtungen, die an den Stil Karl Wilhelm Ramlers angelehnt waren und zu seinen Lebzeiten in drei Auflagen erschienen. Die fünfbändige Ausgabe von 1811 enthielt neben geistlichen Liedern vor allem Fabeln, Erzählungen, Epigramme sowie Übersetzungen von Werken des griechischen Dichters Anakreon und der römischen Dichter Horaz, Vergil und Ovid.  Noch in seiner Zeit als Schulrektor hatte er Anteil an der Wochenschrift „Pommersches Krämerdütchen“ aus dem Jahr 1775. Im gleichen Jahr wurde auch seine Prosafassung des Froschmäusekriegs veröffentlicht.
Seine Tochter Carolina war mit dem außerordentlichen Professor der Medizin und Stadtphysikus von Greifswald Ehregott Ulrich Warnekros (1779–1830) verheiratet.

## Schriften (Auswahl)
- Opera posthuma Friderici II. latine reddita.
- Der Frosch- und Mäusekrieg, ein scherzhaftes Heldengedicht. Aus dem Griechischen in Prosa übersetzt, mit beigefügten Anmerkungen von Theophilus Coelestinus Piper. Struck, Stralsund 1775. (Digitalisat in der Digitalen Bibliothek Mecklenburg-Vorpommern)
- De genuina auctoritate capitis primi et secundi Evangelii St. Matthaei. Greifswald 1779
- Th. Piper, Bernhard Friedrich Quistorp: De Messia ... ab ipso Iehova in monte Zionis solenni ritu instituto, Ps. CX, Greifswald 1784
- Historia Jonae a recentiorum conatibus vindicata. Greifswald 1793
- Th. Piper, Johann Lorenz Piper: Integritas Iesaiae, a recentiorum conatibus vindicata. Greifswald 1793
- Vermischte Gedichte. 2. Auflage, Buchhandlung Mauritius, Greifswald 1811